# 2-丙基-1-庚醇
2-丙基-1-庚醇（缩写2PH）是一种有机化合物，分子式C10H22O，属于癸醇的同分异构体，常温常压下为无色蜡状固体，在工业上有多种用途。